# Den grønne kinesiske mur
Den grønne kinesiske mur, også kaldet Tre-nord læbælteprogrammet (forenklet kinesisk: 三北防护林; traditionelt kinesisk: 三北防護林; pinyin: Sānběi Fánghùlín) er et projekt med at plante en serie menneske-skabte skove, der er blevet plantet i Kina for at skabe læ og forhindre ørkenspredning fra Gobi-ørkenen i den nordlige del af landet, og give tømmer til lokalbefolkningen. Programmet blev igangsat i 1978 og det er planlagt, at det skal være færdigt i 2050, hvor bæltet af skove vil være 4500 km langt.
Projektets navn indikerer at det bliver udført i alle tre af landets nordlige regioner: Nord, Nordøst og Nordvest. Projektet har historiske forgængere fra før vor tidsregning. I tidlig moderne tid har statsbetalte skovrejsningsprojekter primært været tilegnet militære fæstninger.
Kina har oplevet at over 3.600 km2 græsslette er blevet overtaget af Gobi-ørkenen hvert år. Ligeledes har sandstorm blæst muldjorden af over 2000 km2, og stormene er blevet værre hvert år. Disse storme har haft en alvorlig effekt på landbruget i omkringliggende lande som Japan, Nordkorea og Sydkorea.